# Pechino Express (terza edizione)
La terza edizione del reality Pechino Express, sottotitolata Ai confini dell'Asia, è andata in onda in prima serata su Rai 2 dal 7 settembre al 3 novembre 2014 per 10 puntate, con la conduzione di Costantino Della Gherardesca e la regia di Federico Albanese e Angelo Poli.
Questa edizione, oltre ad aver riscosso un maggiore successo di pubblico rispetto alle scorse edizioni, ha avuto recensione in maggioranza molto positive dalla critica, e ha avuto grande seguito sul Web (su Twitter, ad esempio, gli hastag riguardanti il programma erano già trend topic settimane prima dal suo inizio), consolidando il reality come uno dei programmi di punta di Rai 2. Grazie a questi risultati, questa edizione del programma ha vinto il Premio Regia Televisiva nella categoria Top 20 (il programma, quindi, fa parte dei migliori 20 migliori programmi della stagione in cui è andato in onda), ritirato in diretta da Costantino della Gherardesca.

## Concorrenti
| Coppia            | Componenti                                       | Classifica | Stato                |
| ----------------- | ------------------------------------------------ | ---------- | -------------------- |
| I coinquilini     | Stefano Corti e Alessandro Onnis                 | 1ª         | Vincitori            |
| I Pérez           | Amaurys Pérez e Angela Rende                     | 2ª         | Secondi classificati |
| Le cougar         | Eva Grimaldi e Roberta Garzia                    | 3ª         | Eliminate            |
| Le cattive        | Alessandra "Angelina" Angeli e Antonella Ventura | 4ª         | Eliminate            |
| Gli sposini       | La Pina e Emiliano Pepe                          | 5ª         | Eliminati            |
| Le immigrate      | Romina Giamminelli e Mariana Rodríguez           | 6ª         | Eliminate            |
| I coreografi      | Alessandra Celentano e Corrado Giordani          | 7ª         | Eliminati            |
| I fratelli        | Clementino e Paolo Maccaro                       | 8ª         | Eliminati            |
| Gli eterosessuali | Luca Betti e Michael Lewis                       | 9ª         | Eliminati            |
| I benestanti      | Sofia Odescalchi e Uberto Marchesi               | 10ª        | Eliminati            |

## Ospiti
| Ospite                      | Ruolo                                            |
| --------------------------- | ------------------------------------------------ |
| Daniela Del Secco D'Aragona | Marchesa nera, handicap della 2ª tappa           |
| Chef Rubio                  | Intervento video in una missione della 10ª tappa |

## Tappe
| Puntata | Paese               | Partenza                              | Intermedio                                | Arrivo                                       | Lunghezza                 |
| ------- | ------------------- | ------------------------------------- | ----------------------------------------- | -------------------------------------------- | ------------------------- |
| 1       | Birmania            | Mandalay (Palazzo Reale)              | Bagan (Tempio Hpaya-Thon-Zu)              | Meiktila (Monastero Wan Thaw Pyae)           | 400 km                    |
| 2       | Birmania            | Oo Yin (Villaggio)                    | Kalaw (Piazza del Mercato)                | Taunggyi (Monastero Inda Association)        | 240 km                    |
| 3       | Birmania            | Nyaung Shwe (Monastero Shwe Yan Pyay) | Namphan (Lago Inle)                       | Yamethin (Monastero Lay Thar Tike)           | 290 km                    |
| 4       | Birmania            | Yamethin (Monastero Thar Tike)        | Thar Ga Ya (Thar Daw Ya Pagoda)           | Yangon (Shwedagon Pagoda)                    | 450 km                    |
| T       | Birmania Malaysia   | Yangon - George Town                  | Yangon - George Town                      | Yangon - George Town                         | 1308 km (in linea d'aria) |
| 5       | Malaysia            | George Town                           | Cameron Highlands (Valley Tea House)      | Kuala Lumpur (Kuala Lumpur City Center Park) | 570 km                    |
| 6       | Malaysia Singapore  | Kuala Lumpur (Torri Petronas)         | Johor Bahru                               | Singapore (Supertree Grove)                  | 230 km                    |
| T       | Singapore Indonesia | Singapore - Kampung Naga              | Singapore - Kampung Naga                  | Singapore - Kampung Naga                     | 1000 km (in linea d'aria) |
| 7       | Indonesia           | Kampung Naga (Villaggio)              | Cilacap (Porto)                           | Yogyakarta (Taman Sari Water Castle)         | 400 km                    |
| 8       | Indonesia           | Yogyakarta (Benteng Vredeburg)        | Borobudur (Tempio)                        | Trowulan (Bajang Ratu)                       | 400 km                    |
| 9       | Indonesia           | Kampong Winong (Villaggio)            | Merapi (Vulcano Kawah Ijen)               | Banyuwangi (Spiaggia)                        | 410 km                    |
| 10      | Indonesia           | Menjangan (Spiaggia)                  | Bedugul (Tempio di Pura Ulun Danu Bratan) | Ubud (Lotus Garden)                          | 210 km                    |
| Totale  | Totale              | Totale                                | Totale                                    | Totale                                       | 6 000 km.                 |

## Tabella delle eliminazioni
LEGENDA
- Vincitori di Pechino Express
- Vincitori della prova immunità/prova vantaggio
- Vincitori di tappa
- A rischio eliminazione (ultimi e penultimi)
- La coppia si salva perché nella busta nera c'è scritto che la tappa non è eliminatoria
- La coppia arriva ultima al traguardo e viene eliminata direttamente
- Coppia arrivata al traguardo con la Bandiera Nera (retrocede di una posizione)
- La coppia si ritira

| Coppie                                  | 1ª puntata Birmania | 2ª puntata Birmania | 2ª puntata Birmania | 3ª puntata Birmania    | 4ª puntata Birmania    | 5ª puntata Malaysia    | 6ª puntata Malaysia Singapore | 6ª puntata Malaysia Singapore | 7ª puntata Indonesia   | 7ª puntata Indonesia   | 8ª puntata Indonesia   | 8ª puntata Indonesia   | 9ª puntata Indonesia   | 9ª puntata Indonesia   | 10ª puntata Indonesia  | 10ª puntata Indonesia  | 10ª puntata Indonesia   |
| --------------------------------------- | ------------------- | ------------------- | ------------------- | ---------------------- | ---------------------- | ---------------------- | ----------------------------- | ----------------------------- | ---------------------- | ---------------------- | ---------------------- | ---------------------- | ---------------------- | ---------------------- | ---------------------- | ---------------------- | ----------------------- |
| Stefano Corti e Alessandro Onnis        | Non in gara         | Non in gara         | Non in gara         | Immunità               | 5ª                     | 2ª                     | 4ª                            | 2ª                            | Vantaggio              | 2ª                     | 2ª → 3ª                | 2ª → 3ª                | 3ª                     | 3ª                     | Vantaggio              | 1ª                     | 1ª                      |
| Amaurys Pérez e Angela Rende            | Non in gara         | Non in gara         | Non in gara         | Non in gara            | Non in gara            | Non in gara            | Non in gara                   | 3ª                            | 3ª                     | 3ª                     | Vantaggio              | 3ª → 2ª                | Vantaggio              | 1ª                     | 2ª                     | 2ª                     | 2ª                      |
| Eva Grimaldi e Roberta Garzia           | 6ª                  | 3ª                  | 3ª                  | 1ª                     | 2ª                     | 4ª                     | 2ª                            | 4ª                            | 4ª                     | 4ª                     | 1ª                     | 1ª                     | 2ª                     | 2ª                     | 3ª                     | 3ª                     | Eliminate (10ª puntata) |
| Alessandra Angeli e Antonella Ventura   | 3ª → 4ª             | 6ª → 5ª             | 6ª → 5ª             | 4ª                     | 4ª                     | 3ª                     | 3ª                            | 6ª                            | 6ª                     | 6ª                     | 4ª                     | 4ª                     | 4ª                     | 4ª                     | Eliminate (9ª puntata) | Eliminate (9ª puntata) | Eliminate (9ª puntata)  |
| La Pina e Emiliano Pepe                 | 5ª                  | 2ª                  | 2ª                  | 7ª                     | 1ª                     | Immunità               | 1ª                            | 1ª                            | 1ª                     | 1ª                     | 5ª                     | 5ª                     | Eliminati (8ª puntata) | Eliminati (8ª puntata) | Eliminati (8ª puntata) | Eliminati (8ª puntata) | Eliminati (8ª puntata)  |
| Romina Giamminelli e Mariana Rodríguez  | 7ª                  | Bandiera nera       | 5ª → 6ª             | 3ª                     | 7ª                     | 6ª                     | 6ª                            | 5ª                            | 5ª                     | 5ª                     | Eliminate (7ª puntata) | Eliminate (7ª puntata) | Eliminate (7ª puntata) | Eliminate (7ª puntata) | Eliminate (7ª puntata) | Eliminate (7ª puntata) | Eliminate (7ª puntata)  |
| Alessandra Celentano e Corrado Giordani | 1ª                  | 1ª                  | 1ª                  | 5ª                     | 3ª                     | 1ª                     | 5ª                            | Eliminati (6ª puntata)        | Eliminati (6ª puntata) | Eliminati (6ª puntata) | Eliminati (6ª puntata) | Eliminati (6ª puntata) | Eliminati (6ª puntata) | Eliminati (6ª puntata) | Eliminati (6ª puntata) | Eliminati (6ª puntata) | Eliminati (6ª puntata)  |
| Clementino e Paolo Maccaro              | Immunità            | 4ª                  | 4ª                  | 6ª                     | Immunità               | 5ª                     | Eliminati (5ª puntata)        | Eliminati (5ª puntata)        | Eliminati (5ª puntata) | Eliminati (5ª puntata) | Eliminati (5ª puntata) | Eliminati (5ª puntata) | Eliminati (5ª puntata) | Eliminati (5ª puntata) | Eliminati (5ª puntata) | Eliminati (5ª puntata) | Eliminati (5ª puntata)  |
| Luca Betti e Michael Lewis              | 4ª → 3ª             | Immunità            | Immunità            | 2ª                     | 6ª                     | Eliminati (4ª puntata) | Eliminati (4ª puntata)        | Eliminati (4ª puntata)        | Eliminati (4ª puntata) | Eliminati (4ª puntata) | Eliminati (4ª puntata) | Eliminati (4ª puntata) | Eliminati (4ª puntata) | Eliminati (4ª puntata) | Eliminati (4ª puntata) | Eliminati (4ª puntata) | Eliminati (4ª puntata)  |
| Sofia Odescalchi e Uberto Marchesi      | 2ª                  | 7ª                  | 7ª                  | Eliminati (2ª puntata) | Eliminati (2ª puntata) | Eliminati (2ª puntata) | Eliminati (2ª puntata)        | Eliminati (2ª puntata)        | Eliminati (2ª puntata) | Eliminati (2ª puntata) | Eliminati (2ª puntata) | Eliminati (2ª puntata) | Eliminati (2ª puntata) | Eliminati (2ª puntata) | Eliminati (2ª puntata) | Eliminati (2ª puntata) | Eliminati (2ª puntata)  |

## Prove immunità/vantaggio
I vincitori della prova immunità sono automaticamente ammessi alla puntata successiva, ottengono un bonus e assegnano l'handicap.
I vincitori della prova vantaggio correranno fino al traguardo di tappa come tutte le altre, potranno essere eliminati, ma avranno un vantaggio sugli altri.
- Coppia vincitrice dell'immunità/del vantaggio

| Puntata | Tappa                 | 1ª coppia                     | 2ª coppia                            | 3ª coppia                  | 4ª coppia    |
| ------- | --------------------- | ----------------------------- | ------------------------------------ | -------------------------- | ------------ |
| 1       | Bagan                 | Gli eterosessuali             | I fratelli                           | Le immigrate               | -            |
| 2       | Paw Kae               | Gli eterosessuali             | I coreografi                         | I benestanti               | Le immigrate |
| 3       | Lago Inle             | I fratelli                    | I coinquilini                        | Gli eterosessuali          | -            |
| 4       | Thar Ga Ya            | Gli sposini                   | I fratelli                           | -                          | -            |
| 51      | Cameron Highlands     | Emiliano Pepe / Paolo Maccaro | Alessandra Celentano / Stefano Corti | La Pina / Corrado Giordani | -            |
| 62      | -                     | -                             | -                                    | -                          | -            |
| 7       | Porto di Cilacap      | Gli sposini                   | I coinquilini                        | Le immigrate               | -            |
| 8       | Borobudur             | Le cougar                     | I Pérez                              | -                          | -            |
| 9       | Vulcano Kawah Ijen    | I Pérez                       | I coinquilini                        | Le cougar                  | -            |
| 10      | Spiaggia di Menjangan | I coinquilini                 | I Pérez                              | Le cougar                  | -            |

- 1 Nella quinta tappa le coppie arrivate al traguardo della "Prova Immunità" erano miste e la prova immunità è stata divisa in due parti. La coppia vincitrice ufficiale è poi stata quella de Gli sposini.
- 2 La sesta tappa si è svolta senza "Prova Immunità" e di conseguenza priva dell'"Handicap".

## Handicap/Vantaggio
In ogni puntata la coppia vincitrice della prova immunità o della prova vantaggio decide la coppia o le coppie che avranno un handicap che complicherà il loro viaggio verso la meta.
| Puntata | Handicap/Vantaggio                                                              | Coppia/e                    |
| ------- | ------------------------------------------------------------------------------- | --------------------------- |
| 1       | Trasportare la capretta Cornelia fino quasi al termine del percorso             | I benestanti                |
| 2       | Marchesa Nera                                                                   | I coreografi                |
| 3       | Pulire 20 pesci pescati durante la prova immunità prima di ripartire            | Le immigrate                |
| 4       | Lavare tre elefanti prima di ripartire                                          | Gli eterosessuali           |
| 5       | Trasportare una tigre di ceramica del peso di 12 kg                             | Le immigrate                |
| 62      | -                                                                               | -                           |
| 7       | Ritardo di 0, 5, 10, 15 o 20 minuti rispetto ai vincitori della prova vantaggio | Tutti eccetto i coinquilini |
| 8       | I vincitori avanzano di un posto nella classifica di tappa                      | I Pérez                     |
| 9       | Ritardo di 10, 20 o 30 minuti rispetto ai vincitori della prova vantaggio       | Tutti eccetto i Pérez       |
| 10      | Partire 5 minuti prima rispetto agli avversari                                  | I coinquilini               |

## Puntate

### 1ª tappa (Mandalay →  Meiktila)
La prima puntata è andata in onda in prima visione il 7 settembre 2014 nella fascia di prime time su Rai 2.

#### Missioni
- Missione iniziale: Costantino, dopo aver fatto scendere i concorrenti, annuncia loro che devono raggiungere in autostop l'East gate del Royal Palace di Mandalay; la coppia che arriva per ultima subisce da parte dei primi una penalità che si rivela essere cinque o dieci chilometri da percorrere a piedi e rilevati da un contapassi. La coppia degli sposini arriva per ultima, e la prima coppia, quella degli eterosessuali, decide di imporre loro cinque chilometri.
- Prima missione: I concorrenti, dotati di un budget molto limitato, devono acquistare al mercato Zay Cho, dei longyi, che sono le gonne tradizionali birmane indispensabili per accedere al tempio nel quale si trova una grande statua d'oro raffigurante il Buddha. Arrivati al tempio, i viaggiatori devono seguire un monaco fino alla statua e successivamente vengono date loro le indicazioni per raggiungere Bagan in cui le prime tre coppie che sono arrivate hanno diritto a disputare la prova immunità. Nel frattempo, arrivati a una bandiera di Pechino Express, le coppie dovevano votare su una scheda elettorale tra tutte quelle che erano in gara, la coppia più odiata con annessa motivazione in cui quella che ha ricevuto più voti perdeva una posizione nella classifica finale, per proseguire a piedi per un chilometro fino al tempio traguardo della prova immunità. Le più odiate sono risultate le cattive.
- Seconda missione: Le coppie devono raggiungere il Monte Popa, sulla cui cima è posto un tempio. Essendo il monte popolato da numerose scimmie, i concorrenti devono trasportare delle banane (cinque per ogni viaggiatore) fino alla cima e difendersi dagli attacchi degli animali che cercano in tutti i modi di rubargliele. Una volta raggiunta la vetta del monte, i concorrenti devono scontare un minuto di stop per ogni banana persa. Successivamente devono scendere dal monte e dirigersi verso il tempio di Meiktila, sede del traguardo finale.

#### Prova immunità
All'interno di un grande campo le tre coppie devono trasportare in testa una balla di fieno, quindi far uscire quindici caprette da un ovile e portarle in un altro recinto. Una volta rinchiuse tutte le caprette, i concorrenti devono trasportare una giara piena di latte fino a un carro trasportato da buoi, salire sul carro e dirigersi verso la parte opposta del campo. La coppia che completa per prima la prova vince l'immunità, che consiste in una visita a un tempio buddista e in un pernottamento in un hotel di lusso.

### 2ª tappa (Oo Yin →  Taunggyi)
La seconda puntata è andata in onda in prima visione l'8 settembre 2014 nella fascia di prime time su Rai 2.

#### Missioni
- Missione iniziale: I concorrenti si trovano nel villaggio di Oo Yin dove sono disperse quattro sedie con delle forbici e i concorrenti devono tagliare e donare i propri capelli alle parruccaie birmane. I concorrenti sono divisi in quattro gruppi: I coreografi e Le immigrate, Gli eterosessuali e I benestanti, Le cougar e Gli sposini, Le cattive e I fratelli. I gruppi devono trovare una postazione, tagliare i propri capelli e riuscire a riempire un contenitore con almeno 10 grammi di capelli. Solo dopo i concorrenti avranno le indicazioni per la prossima destinazione. Il gruppo che si porta avanti terminando prima la missione sono Le cougar e Gli sposini; l'ultimo gruppo sono Le Cattive e I fratelli.
- Prima missione: I concorrenti, dotati di un budget, devono acquistare merci al mercato di Kalaw. Queste merci sono scritte su una lista scritta in lingua locale. Acquistato tutto devono prendere un veicolo che li porterà all'inizio di un sentiero da percorrere a piedi per raggiungere il villaggio di Paw Kae dove si terrà la Prova immunità in cui le prime quattro coppie che sono arrivate avranno diritto a disputare la prova immunità.
- Seconda missione: Le coppie devono raggiungere le Grotte di Pindaya, sulla cui cima sono presenti più di 8700 statue del Buddha, alcune donate da paesi stranieri. Le coppie dotate di un telefono devono fotografare chiaramente statue in cui è scritto "Italia" o "Italy". Successivamente devono dirigersi verso Taunggyi, sede del traguardo finale.

#### Prova immunità
La prova prevede un gioco locale che ricorda la "guerra di cuscini". All'interno del villaggio povero di Paw Kae è stata montata una trave dove i concorrenti devono rimanere in equilibrio a cavalcioni cercando di far cadere l'avversario con un cuscino. La prova prevede sfide dirette: Gli eterosessuali vs. I benestanti e Le immigrate vs. I coreografi. I match vengono vinti al meglio delle tre sfide. Nella prima sfida Michael Lewis e Luca Betti vincono rispettivamente contro Uberto Marchesi e Sofia Odescalchi: Gli eterosessuali vanno i finale e sfideranno il vincente tra Le immigrate e I coreografi. Nella seconda sfida Romina Giamminelli e Mariana Rodríguez vincono rispettivamente con Corrado Giordani e Alessandra Celentano. In finale Gli eterosessuali sfidano Le immigrate: Luca batte Romina e Michael batte Mariana. Gli eterosessuali vincono la prova immunità.

### 3ª tappa (Nyaung Shwe → Yamethin)
La terza puntata è andata in onda in prima visione il 15 settembre 2014 nella fascia di prime time su Rai 2. Ha visto l'ingresso del "twerkatore" de Le Iene Stefano Corti e il suo compagno di appartamento Alessandro Onnis, che sono stati denominati I coinquilini.

#### Missioni
- Missione iniziale: Le coppie, partendo dal Monastero di Shwe Yan Pyay di Nyaung Shwe, si devono recare alla stazione degli autobus di Taunggyi e prendere una delle valigie smarrite perse dai turisti di varia nazionalità con il simbolo di Pechino Express e la bandiera rappresentativa del paese; le valigie contengono dieci esemplari di un oggetto rappresentativo dello stesso paese. Poi, una volta scelta la valigia, si dovevano recare al Myo Ma Market di Taunggyi dove, in uno degli otto banchetti di Pechino Express posti nel mercato, dovevano trovare la chiave per aprire il lucchetto delle valigie e vendere il contenuto delle stesse a 5 persone diverse a 2000 kyat al pezzo.
- Prima missione: Dopo aver venduto la merce al mercato, i viaggiatori dovevano recarsi verso la Red Mountain Estate e proseguire il tragitto in bicicletta e arrivati lì dovevano comprare con 10.000 kyat della merce venduta al mercato: una bottiglia di vino rosso chiamata "Il Rosso di Pechino", da individuare su un banchetto tra otto diversi vini rossi, quindi le coppie  dovevano bere tutti i bicchieri di vino rosso, fino a che non trovavano nel sottobicchiere il simbolo di Pechino Express. Una volta bevuto il vino le coppie in bicicletta dovevano recarsi al traguardo della prova immunità.  La prima coppia arrivata al traguardo ha vinto anche un bonus, che è consistito nell'attraversamento in barca del lago Inle con visita alla Pagoda Hpaung Daw U, oltre alla partecipazione alla prova immunità;  invece, per le altre due coppie il Libro Rosso è stato spostato al porticciolo di Namphan: per raggiungerlo i concorrenti dovevano posare le biciclette e proseguire in autostop e poi remare con la barca sul lago Inle e raggiungere la bandiera di Pechino Express.
- Seconda missione: Le coppie devono realizzare con una macchina fotografica una foto a due personaggi del posto che rispecchiassero il nome della coppia in gara e consegnare la macchina fotografica con relativa foto scattata al traguardo finale di tappa.

#### Prova immunità
La prova prevede che le tre coppie qualificate per la prova immunità salgano su delle canoe, di cui uno rema bendato verso l'altro lato del campo da gioco insieme al compagno pescatore il quale dà le indicazioni al rematore bendato e pesca con un uncino una delle nasse piena di pesci.  Una volta presa la nassa, la quale può contenere un numero di pesci differente, la coppia deve dare la nassa a una pescatrice locale che metterà il pescato in una vasca.
La prima coppia che ha pescato in ordine di tempo 15 pesci, ha vinto la prova immunità qualificandosi alla tappa successiva e vincendo, come bonus, la partecipazione a un'esibizione su una canoa con 53 rematori che usano i piedi per remare, oltre a passare la notte in un albergo di lusso sul lago.

### 4ª tappa (Yamethin → Yangon)
La quarta puntata è andata in onda in prima visione il 22 settembre 2014 nella fascia di prime time su Rai 2.

#### Missioni
- Missione iniziale: In questa missione, le coppie una volta messo in una cesta i beni essenziali per passare la notte successiva, dovevano svuotare tutti i loro zaini delle cose che avevano dentro e a turno un membro di ogni coppia doveva prendere una fionda tirando un sassolino verso il gong. Solo dopo aver fatto tre centri le coppie ricevevano l'indicazione per la prossima missione, inoltre, a ogni tiro il componente di ogni coppia doveva indicare la coppia che intendeva penalizzare con annessa motivazione e solo dopo aver fatto centro potevano prendere vestiti od oggetti personali a una delle coppie e metterle all'interno di una grande cesta che poi veniva consegnata ai monaci buddisti. La coppia che aveva ricevuto più voti perdeva una posizione al traguardo della prova immunità.
- Prima missione: Le coppie si dovevano recare al Chinese Market nella 19th Street di Yangon e mangiare quattro portate tipiche della cucina birmana: un piatto di noodles, delle zampe di gallina in brodo, dei grilli fritti e del cervello di maiale prima di proseguire per la prossima missione.
- Seconda missione: Le coppie dopo aver mangiato le pietanze al Chinese Market si dovevano recare al monastero di monache buddiste Miang Aung Nunnery dove nella sala di lettura tra 100 monache dovevano trovare le monache che recitavano il mantra in italiano ad alta voce scrivendo la frase "Possiamo trovare la pace" su una lavagnetta. Solo dopo aver scoperto la frase corretta potevano ricevere le indicazioni per il traguardo finale di tappa.

#### Prova immunità
Le prime due coppie arrivate al traguardo intermedio hanno avuto la possibilità di disputare la prova immunità. È stata messa a disposizione di ogni coppia una grossa cesta piena di frutta e un cestino con i bordi molto bassi; una volta riempito il più possibile il cestino, un componente della coppia è dovuto passare al di sotto di alcuni ostacoli in bambù e raggiungere una serie di ceppi in legno da percorrere in equilibrio senza mettere piede a terra. Successivamente ha dovuto camminare lungo una passerella ondulante sorretta ai lati da sei elefanti pronti a rubare la frutta; infine ha dovuto superare una pozza di fango, camminare lungo un'asse di equilibrio e depositare la frutta trasportata in una cesta. Raggiunta la cesta finale ogni componente ha consegnato il cestino al proprio compagno di viaggio, pronto a completare di nuovo il percorso. I frutti eventualmente finiti a terra non sono potuti essere raccolti e il tempo previsto per questa prova è stato di dieci minuti; la coppia vincitrice è stata decretata in base al peso della cesta contenente la frutta trasportata. Per ostacolare il compito dei concorrenti, a ogni coppia è stato assegnato un elefante pronto a sfamarsi dei frutti accumulati nella cesta finale.
La coppia che ha vinto la prova immunità ha ricevuto come bonus 200.000 kyat da spendere a piacimento e la possibilità di visitare la Shwedagon Pagoda di Yangon oltre a passare la notte in un albergo di lusso.

### 5ª tappa (George Town → Kuala Lumpur)
La quinta puntata è andata in onda in prima visione il 29 settembre 2014 nella fascia di prime time su Rai 2.

#### Missioni
- Missione iniziale: In questa missione, le coppie vengono separate: Corrado, Antonella, Emiliano, Clementino, Roberta, Romina e Stefano vengono prelevati e portati in luoghi differenti che rappresentano monumenti simbolo di George Town; prima di partire a essi viene consegnato da Costantino un bauletto con le indicazioni per la prossima destinazione. Per trovare il proprio compagno disperso, Alessandra, Angelina, La Pina, Paolo, Eva, Mariana e Alessandro vengono affiancati da persone che rappresentano la grande varietà culturale della Malesia. Questi ultimi devono essere aiutati nel comperare oggetti che rappresentano la propria cultura. I viaggiatori però non possono usare i soldi ma effettuare un baratto. Dopodiché i viaggiatori ricevono la foto di dove si trova il proprio compagno. Arrivati incorrono in una sorpresa, le coppie vengono mescolate: Alessandra Celentano con Stefano Corti, Angelina con Romina Giamminelli, La Pina con Corrado Giordani, Paolo Maccaro con Emiliano Pepe, Eva Grimaldi con Clementino, Mariana Rodríguez con Roberta Garzia e Alessandro Onnis con Antonella Ventura. Le nuove coppie arriveranno al traguardo della prova Immunità con questa disposizione.
- Prima missione: alle coppie mischiate viene messo a disposizione la sigla della famosa serie tv anni '70 "Sandokan". Le nuove coppie devono cercare di memorizzare le parole e cantarla a tempo anche quando la musica viene interrotta. Qui vengono date le disposizioni per l'arrivo al traguardo della prova Immunità.
- Seconda missione: Le coppie devono raggiungere la vetta della KL Tower di Kuala Lumpur dove muniti di fotocamera devono aguzzare la vista per trovare il traguardo della quinta tappa, fotografarla e raggiungerla.

#### Prova immunità
Le prime tre coppie arrivate al traguardo della Prova Immunità hanno avuto la possibilità di parteciparvi. La prova Immunità è divisa in due parti: nella prima parte le coppie che vi partecipano sono miste e devono riempire dei cesti con delle foglie di tè raccolte nel proprio campo. Le coppie devono raccogliere precisamente 4 kg di foglie da distribuire in tre stazioni: nella prima devono consegnare 500 grammi di foglie di tè, nella seconda devono consegnare 1 kg di foglie di tè e infine devono consegnare 2.5 kg nell'ultima stazione a Costantino percorrendo un ripido e complicato percorso. Nel caso non si avesse foglie a sufficienza i concorrenti dovevano ritornare a raccogliere altre foglie di tè, nel caso se ne abbia in eccesso bisogna aspettare 1 minuto per ogni etto in più. La coppia vincente è stata quella di Corrado Giordani e La Pina.
Nella seconda parte i rispettivi compagni, Alessandra ed Emiliano si sono dovuti battere a colpi di bicchieri sorseggiando 2 litri di tè da una teiera: il primo che riesce a finirne tutta vince la prova.
Alla coppia che ha vinto la prova immunità è stato concesso come bonus la visita dei locali notturni più belli di Kuala Lumpur insieme alla DJ radiofonica Charline Wong.

### 6ª tappa (Kuala Lumpur → Singapore)
La sesta tappa è andata in onda il 6 ottobre 2014 nella fascia di prime time su Rai 2. Per la prima volta in tre edizione del programma, non si è svolta la prova immunità/vantaggio.

#### Missioni
- Missione iniziale: le coppie hanno dovuto raggiungere delle auto che si trovavano fuori da Kuala Lumpur che potevano sfruttare per muoversi a tre ore dal via dopodiché al termine delle tre ore, tutte le coppie dovevano scendere dall'auto e proseguire la corsa in autostop, ma prima, tutti i concorrenti dovevano recarsi alla stazione centrale di Kuala Lumpur e trovare un uomo con un tatuaggio di Pechino Express il quale dava loro una busta con un CD contenente le indicazioni per raggiungere la monorotaia di Kuala Lumpur e la canzone Rasa Sayang molto popolare in Malesia. Una volta presa la monorotaia, le coppie arrivate al capolinea potevano prendere le auto messe a loro disposizione dove la coppia che è arrivata ultima come penalità doveva portare con sé la turista Angela, che durante il tragitto a Singapore si rivela essere una nuova concorrente, accompagnata dal marito Amaurys formando così la nuova coppia dei Pérez.
- Prima missione: Le coppie, in autostop, dovevano recarsi al Mercato di Pasar Awan Larkin di Johor Bahru, dove le coppie hanno dovuto affrontare la prova della "Ruota dei 7 Mostri" contenente: uovo nero dei cent'anni, lingua d'anatra bollita, rana bollita, zampe di gallina, guancia di capra, polmone di vacca e pene di toro bollito. I concorrenti dovevano girare per sei volte la ruota e mangiare il contenuto dello spicchio che gli è capitato e se gli capitava uno spicchio già mangiato in uno spin precedente potevano saltare un turno. Solo dopo aver mangiato tutte le pietanze ricevevano la busta con le indicazioni per raggiungere la piazza principale di Johor Bahru, traguardo intermedio di tappa dove delle ultime due coppie arrivate, la prima che ha tagliato per primo il traguardo ha eliminato dal gioco una di queste ultime.
- Seconda missione: Tutte le altre coppie rimaste in gara, sull'autobus che conduce a Singapore in base all'ordine di arrivo al traguardo intermedio dovevano scendere dal mezzo, e prendere sotto i propri sedili delle valigette contenenti i loro abiti eleganti, che dovevano indossare dopo aver trovato ospitalità per farsi una doccia. Una volta vestiti, le coppie, dovevano raggiungere il Lounge Bar del Raffles Hotel, dove a turno dovevano tirare per cinque volte due dadi a sei facce di cui 3 con scritto "bevi" e 3 con scritto "corri". Se la coppia tirava per due volte il dado e capitava la scritta "corri" ricevevano immediatamente la busta con le indicazioni per proseguire verso la prossima missione; se invece capitava a tutti e due la scritta "bevi" dovevano bere tutti e due il "Singapore Sling" cocktail fatto con gin, cherry brandy, granatina, lime, seltz e ghiaccio; se infine a un componente della coppia capitava "bevi" e all'altro "corri" uno dei due doveva bere il cocktail.
- Terza missione: Una volta capitato il "corri", le coppie dovevano recarsi prima al Singapore Flyer, la ruota panoramica più grande del mondo, e durante il giro di essa le coppie dovevano studiare un breve testo giornalistico della storia della Repubblica di Singapore: una volta finito il giro della ruota dovevano recarsi in uno studio televisivo per presentare quanto imparato davanti al giudizio del manager del Fullerton Hotel Giovanni Viterale; solo dopo aver concluso il servizio se il giudizio era positivo la coppia poteva ripartire immediatamente verso il traguardo finale di tappa, altrimenti riceveva una penalità di 5 minuti prima di ripartire.

### 7ª tappa (Kampung Naga → Yogyakarta)
La settima tappa è andata in onda il 13 ottobre 2014 nella fascia di prime time su Rai 2.

#### Missioni
- Missione iniziale: Le coppie all'interno del villaggio, dovevano trovare uno dei sei catini sparsi con all'interno dei capi colorati diversi. Le coppie dovevano prendere un cesto e trovare un capo colorato con all'interno un cellulare e raccogliere 30 capi dello stesso colore del capo con il cellulare inserito, lavandoli e strizzandoli per poi portarli a una donna nel centro del villaggio. Solo dopo aver consegnato tutti i capi i concorrenti ricevevano una busta con il numero di cellulare da chiamare. Le coppie dovevano chiamare Costantino, il quale, dava loro l'indicazione di correre su per la scalinata dove in cima dovevano cercare il signor Uchu il quale consegnava loro una busta contenente le indicazioni per raggiungere il traguardo della prova vantaggio (Porto di Cilacap) dove le prime tre coppie si sono qualificate e una cesta che le coppie hanno aperto dopo aver trovato alloggio contenente una confezione di spaghetti, del peperoncino e una bottiglia d'olio per cucinare un piatto di spaghetti aglio, olio e peperoncino insieme a del nastro adesivo e delle strisce di carta corrispondenti alle lettere di amici, fidanzati e parenti delle coppie da incollare con lo scotch.
- Prima missione: Le coppie dopo aver scontato le penalità loro assegnate, dovevano recarsi nella piazza Alun-Alun Selatan di Yogyakarta dove dovevano pescare una carta da una cesta con una frase scritta in indonesiano imparandola a memoria, poi, dovevano recarsi da una delle famiglie del posto e farsi consegnare un oggetto detto in lingua indonesiana, se l'oggetto corrispondente era giusto ricevevano le indicazioni per il traguardo finale di tappa, altrimenti, dovevano ritornare in città e farsi consegnare l'oggetto giusto.

#### Prova vantaggio
In questa prova, le coppie dovevano scegliere ognuna un colore, dove una volta iniziata la prova dovevano salire sull'imbarcazione del proprio colore e pulire 50 kg di pesce pescato in giornata di tre specie diverse: krapu, trisi e kacangan dividendolo per specie e mettendolo in tre diverse casse. Una volta diviso il pesce dovevano caricarlo su dei carretti e consegnarlo a tre famiglie acquirenti del villaggio contrassegnate su una mappa satellitare senza indicazioni. Le famiglie una volta consegnato il pesce davano ai concorrenti una rete di pesca, un barile di nafta e una canna da pesca. La coppia che per prima è arrivata al punto di partenza con i tre oggetti e suonava la trombetta vinceva la prova vantaggio.
La coppia vincitrice della prova vantaggio è potuta partire per prima, assegnando delle penalità contenute in cinque scatole contenenti un cronometro che poteva contenere 0, 5, 10, 15 o 20 minuti di penalità a tutte le altre coppie, inoltre, prima di ripartire le stesse coppie partivano incatenati tutti insieme legati intorno a un anello e un lucchetto. Per liberarsi dovevano camminare tutti insieme verso un rettilineo con sei bandiere di Pechino Express, dove se la coppia trovava la chiave che liberava il proprio lucchetto poteva ripartire.

### 8ª tappa (Yogyakarta → Trowulan)
L'ottava tappa è andata in onda il 20 ottobre 2014 nella fascia di prime time su Rai 2.

#### Missioni
- Missione iniziale: Le coppie a cui è stato assegnato ciascuno un maestro dovevano recarsi prima in una sartoria teatrale indicata nel bigliettino di ciascun maestro per vestire i costumi tipici dell'isola di Giava e truccarsi come i ballerini locali e poi tornare nel Benteng Vredeburg, inoltre, dovevano imparare un numero di danza giavanese che veniva sottoposto al giudizio della maestra coreografa Hino. Se l'esibizione veniva considerata soddisfacente, le coppie ricevevano la busta con le indicazioni per raggiungere il traguardo della prova vantaggio (Tempio di Borobudur) dove le prime due coppie si sono qualificate, altrimenti, dovevano tornare a studiare fino a che la prova non veniva superata.
- Prima missione: Le coppie mischiate arrivate nella piazza Alun-Alun di Nganjuk dovevano scegliere un colore corrispondente a uno stato emotivo e trovare 12 persone che avevano un vestito dello stesso colore scelto facendogli indossare delle maschere di Costantino rappresentanti la rabbia, la felicità, lo stupore, la paura o la tristezza formando una catena umana. Solo dopo aver superato la missione, i concorrenti ricevevano la busta con l'indirizzo del checkpoint dove aspettare il proprio compagno originario e ripartire verso il traguardo finale di tappa una volta riformata la coppia.

#### Prova vantaggio
In questa prova, le due coppie qualificate, dovevano affrontare quest'ultima vicino al Tempio di Borobudur articolata in tre fasi. Inizialmente, entrambe le coppie ricevevano una statuina del buddha di cui una blu e una gialla.
Nella prima fase, un membro delle rispettive coppie doveva trovare e fotografare con un tablet una persona situata tra il secondo e il terzo livello del tempio indicata via radio dal rispettivo compagno, poi, doveva tornare alla base del tempio e se la persona indicata era corretta la coppia riceveva una statuina del buddha del loro rispettivo colore, altrimenti, doveva tornare nel tempio e ritentare.
Nella seconda fase, l'altro membro delle rispettive coppie doveva seguire le indicazioni del rispettivo compagno che grazie all'ausilio di un modellino tridimensionale del tempio diceva di recarsi al quinto o al terzo livello del tempio e trovare una statuina del buddha indicata nella foto.
Nella terza e ultima fase, a ruoli invertiti, il membro di ogni coppia doveva raggiungere l'ultimo piano del tempio e trovare una pergamena secondo le indicazioni date dal rispettivo compagno la quale diceva di contare il numero esatto dei 73 stupa situati nell'ultimo livello del tempio in cui se il numero degli stupa era esatto, la coppia riceveva la quarta e ultima statuina del buddha, altrimenti, doveva ritornare nel tempio e ricontare.
La coppia che per prima ha conquistato quattro statuine del buddha vinceva la prova vantaggio e guadagnava una posizione nella classifica finale, inoltre, al termine di quest'ultima, le coppie sono state mischiate ed erano composte da:
- Roberta Garzia e Antonella Ventura;
- Eva Grimaldi e Stefano Corti;
- La Pina e Angelina;
- Emiliano Pepe e Amaurys Pérez;
- Alessandro Onnis e Angela Rende.

### 9ª tappa (Kampong Winong → Banyuwangi)
La nona tappa è andata in onda il 27 ottobre 2014 nella fascia di prime time su Rai 2.

#### Missioni
- Missione iniziale: Le coppie all'interno del villaggio di Kampong Winong dovevano trovare in fondo a dei pozzi una fiche colorata che corrisponde a uno dei desideri dei quattro festeggiati che in quel giorno compivano gli anni, poi, dovevano tornare nella piazza principale del villaggio e prendere un pacco dono corrispondente al colore della fiche pescata e con la foto del festeggiato. Successivamente, ogni coppia doveva trovare il festeggiato all'interno del villaggio, consegnargli il pacco regalo e formare un coretto di 10 persone insegnandogli la canzone "Tanti auguri a te". Una volta consegnato il regalo, le coppie ricevevano la busta per il prosieguo della missione successiva in cui prima dovevano recarsi al checkpoint di Sempol dove dovevano scendere dal mezzo e prendere dei sacchi da consegnare ai minatori, poi, da lì delle jeep messe a disposizione conducevano le coppie ai piedi del vulcano Kawah Ijen.
- Prima missione: Le coppie arrivate ai piedi del vulcano, dovevano caricarsi sulle spalle un bilanciere con 7 kg di cibo per i minatori compreso il sacco da consegnare agli stessi minatori contenente delle maschere antigas e raggiungere il campo base, dove la prima coppia arrivata al campo base ha guadagnato la partecipazione automatica alla prova vantaggio. Una volta arrivate al campo base tutte le altre coppie, il libro rosso è stato spostato sul cratere del vulcano posto a 2930 m di altezza dove le prime due coppie che sono arrivate a firmarlo hanno avuto la possibilità di partecipare alla prova vantaggio. Per raggiungere la cima del vulcano, le coppie hanno potuto lasciare gli zaini ma a seconda dell'ordine di arrivo al libro rosso dovevano portare un bilanciere con 7, 11 o 15 litri d'acqua a testa per i minatori.
- Seconda missione: Le coppie dopo aver aperto e attaccato il primo pacchetto di figurine dell'album di Pechino Express che hanno ricevuto al termine della prova vantaggio e dopo aver scontato le relative penalità, a bordo di una jeep venivano accompagnate in un campo e lì dovevano scavare e trovare un cofanetto con dentro il secondo pacchetto di figurine da attaccare contenenti l'indirizzo della prossima missione.
- Terza missione: Le coppie dopo aver attaccato le figurine dovevano recarsi in un laboratorio Batik e unire quattro degli otto pezzi di una matrice di stampa con il logo di Pechino Express dove una volta unita dovevano stampare il logo su un tessuto e così ricevere un terzo pacchetto di figurine con le indicazioni della prossima missione.
- Quarta missione: Le coppie dopo aver attaccato le figurine dovevano recarsi nella scuola di Negeri del Cluring Village, dove all'ingresso della scuola dovevano prendere un cesto pieno di frutta e recarsi dentro una classe. Arrivati in classe, ogni coppia doveva prendere un frutto dei 10 presenti dentro ogni cesto e impararli a memoria facendosi dire dagli alunni la sua traduzione in indonesiano. Una volta che la coppia si è ritenuta sufficientemente pronta, dovevano sottoporsi a un esame davanti a una maestra dove un allievo mostrava un frutto, al quale doveva essere associata l'esatta traduzione in indonesiano: se davano sei risposte esatte ricevevano un quarto pacchetto di figurine da attaccare contenenti il prosieguo della gara, altrimenti, dovevano tornare a studiare.
- Quinta missione: Le coppie dopo aver attaccato le figurine dovevano recarsi nella piazza del Parco Taman Sritanjung di Banyuwangi e trovare al centro della piazza le ultime 6 figurine sparse per terra che formano la mappa del traguardo finale di tappa dove l'ultima coppia arrivata rischiava l'eliminazione.

#### Prova vantaggio
Le tre coppie che si sono qualificate per la prova vantaggio, hanno dovuto affrontare questa nella miniera di zolfo del vulcano Kawah Inje.
Inizialmente, le coppie dovevano fare una stima di quanto zolfo raccogliere e pensare di avere, poi, una volta stabilita la quantità di zolfo da prendere i concorrenti a staffetta dovevano fare avanti e indietro per spaccare, raccogliere e trasportare con i bilancieri più zolfo possibile da mettere nelle proprie ceste. Una volta che la coppia ha pensato di aver raggiunto la quantità stimata di zolfo all'inizio della prova, le altre coppie hanno avuto due minuti per terminare la loro raccolta.
Una volta terminata la gara, le ceste piene di zolfo sono state pesate ed è stata fatta una differenza tra peso reale dello zolfo raccolto e quantità stimata in precedenza, poi, il risultato di quest'operazione è stato sottratto al peso reale del componente di ogni coppia dove chi si è avvicinato di più e ha avuto il resto minore ha vinto la prova vantaggio.
La coppia vincitrice della prova vantaggio è potuta ripartire immediatamente e ha dovuto assegnare delle clessidre con 10, 20 o 30 minuti di penalità alle coppie avversarie, inoltre, tutte le coppie in gara per ricevere le indicazioni del traguardo finale hanno ricevuto tutte un album delle figurine con tutti i concorrenti e i luoghi visitati in quest'edizione di Pechino Express che doveva essere completato dopo aver compiuto ogni missione, inoltre, in un solo pacchetto, c'era la figurina del "Costantino d'Oro" che ha permesso alla coppia che l'ha trovato di partire 10 minuti prima rispetto agli avversari.

### 10ª tappa (Menjangan → Ubud)
La decima tappa è andata in onda il 3 novembre 2014 nella fascia di prime time su Rai 2.

#### Missioni
Le prime tre coppie arrivate finaliste, hanno cominciato la gara subito con una prova vantaggio, in cui chi ha vinto è potuto ripartire con un anticipo di 5 minuti rispetto agli avversari.
- Missione iniziale: Dopo aver disputato la prova vantaggio, le coppie dovevano percorrere un rettilineo in bicicletta fino alla strada principale e proseguire in autostop verso il Tempio Pura Pabean, dove dopo essere stati vestiti a dovere con i piatti raccolti durante la prova vantaggio dovevano costruire il gebogan, cioè un'offerta al tempio, impilando uno strato di frutta con un piatto sopra fino ad arrivare in cima all'asta, poi, a estrazione uno dei componenti della coppia doveva portare il gebogan sulla testa e portarlo fino al tempio dopo aver sceso la scalinata mentre il compagno doveva fare da navigatore difendendo il primo dall'attacco delle scimmie. Una volta aver completato l'offerta, la coppia riceveva la busta con le indicazioni per il prosieguo della gara.
- Prima missione: Dopo aver completato la loro offerta al Tempio, le coppie dovevano recarsi presso le cascate Gitgit, dove dovevano indossare una muta, imbragarsi e calarsi entrambi dalla cascata recuperando tre chiavi poste sulla parete rocciosa ad altezze differenti, poi, prese le chiavi dovevano aprire uno scrigno pieno di topi sito nel laghetto ai piedi della cascata con scritto l'indirizzo per il traguardo finale del Pura Ulun Danau Bratan Temple dove la coppia arrivata ultima è stata eliminata.

#### Prova vantaggio
Le tre coppie, nella prova vantaggio che si è svolta nella spiaggia di Menjangan sull'isola di Bali hanno dovuto prima scegliere il colore della propria squadra tra rosso, giallo e verde e poi pescare da un sacchetto una fiche per stabilire chi dovrà fare snorkeling dove il componente che ha pescato la fiche rossa doveva immergersi sott'acqua, invece, se un componente della coppia pescava una fiche nera faceva immergere il compagno.
Una volta stabilito tutto, le coppie dovevano salire su una tipica barca balinese e remare fino alla boa del proprio colore ancorando quest'ultima, poi, il componente della coppia designato a fare snorkeling doveva nuotare fino alla barca blu ancorata al largo e immergersi per recuperare quattro piatti (che poi sono serviti per la missione successiva) portandoli uno alla volta sulla propria barca.
Presi tutti i piatti, ogni componente della coppia doveva recarsi sulla sua barca e remare insieme al suo compagno verso la riva dove la prima coppia arrivata al traguardo con i piatti impilati sul proprio tavolo ha vinto la prova vantaggio.

#### Missioni finali
- Seconda missione: Le due coppie finaliste, contraddistinte dal colore rosso e dal colore nero, dovevano fare un'escursione di rafting a bordo di una barca con vogatore sulle rapide del fiume Ayung e trovare due pietre con il logo di Pechino Express del colore della propria squadra di cui una posta in mezzo alla boscaglia prima della salita sul gommone e la seconda su una parte del fiume scendendo dal gommone all'interno della zona contraddistinta dalla bandiera di Pechino Express. Trovate e consegnate le due pietre del proprio colore, le coppie ricevevano una busta con le indicazioni per il prosieguo della gara.
- Terza missione: Una volta risalito il fiume, le coppie dovevano recarsi nelle risaie di Tegallalang dove sparsi per le risaie dovevano cercare contraddistinti dal proprio colore i sei pezzi di un tempio da costruire uno sopra l'altro grazie all'ausilio di una fotografia. Solo dopo aver costruito correttamente il tempio le coppie ricevevano una busta con le indicazioni per il prosieguo della gara e una ciotola di risotto che serviva per la missione successiva.
- Quarta missione: Le coppie uscite dalle risaie dovevano recarsi presso Kuta Beach dove nel proprio baracchino con la ciotola di risotto ottenuto al termine della missione precedente, dovevano preparare 10 supplì con tutti gli ingredienti presenti all'interno, imparando la ricetta da un video di Chef Rubio e venderli ognuno a 20.000 rupie. Una volta venduti tutti i supplì e consegnati i soldi al proprietario del baracchino le coppie ricevevano la busta con le indicazioni per proseguire la gara.
- Quinta missione: Dopo aver venduto tutti i supplì, le coppie si sono dovute separare di cui: uno doveva andare verso una bandiera di Pechino Express seguendo il lato destro della spiaggia dove doveva trovare 17 teli da mare del colore della rispettiva coppia nascosti sotto gli asciugamani dei bagnanti e comporre con questi teli il puzzle con il logo di Pechino Express in cui cinque teli erano già posizionati e l'altro doveva andare in senso opposto dove in mezzo a dei bambini doveva far librare in aria degli aquiloni e trovare l'aquilone con le indicazioni per il luogo dove ricongiungersi con il partner nascosto nel rocchetto. Una volta superate le rispettive missioni, ogni membro della coppia doveva recarsi nel rispettivo albergo dove nella stanza indicata trovavano la busta con le indicazioni per il prosieguo della missione ma che potevano aprire solo dopo che il compagno arrivava nella stanza.
- Sesta missione: la coppia, ricongiuntasi nella rispettiva stanza d'albergo poteva aprire la busta e poi recarsi al Kuta Theatre dove è stato proiettato un filmato con i 16 concorrenti eliminati dal programma (curiosamente, tutti quelli che erano partiti fin dall'inizio) alla fine del quale Costantino ha rivelato la meta finale, il Lotus Garden di Ubud, dove la coppia che è arrivata per prima ha vinto la terza edizione di Pechino Express.

## Ascolti
| Puntata    | Messa in onda     | Telespettatori | Share |
| ---------- | ----------------- | -------------- | ----- |
| 1          | 7 settembre 2014  | 1 876 000      | 9,57% |
| 2          | 8 settembre 2014  | 2 265 000      | 9,84% |
| 3          | 15 settembre 2014 | 2 234 000      | 9,35% |
| 4          | 22 settembre 2014 | 2 124 000      | 9,03% |
| 5          | 29 settembre 2014 | 2 202 000      | 8,69% |
| 6          | 6 ottobre 2014    | 2 212 000      | 8,92% |
| 7          | 13 ottobre 2014   | 2 405 000      | 9,65% |
| 8          | 20 ottobre 2014   | 2 312 000      | 8,94% |
| Semifinale | 27 ottobre 2014   | 2 045 000      | 8,11% |
| Finale     | 3 novembre 2014   | 2 470 000      | 9,86% |
| Media      | Media             | 2 214 500      | 9,20% |